# Гуджарати (письмо)
Письмо гуджарати (гудж. ગુજરાતી લિપિ Gujǎrātī Lipi) — письменность индийского языка гуджарати.

## Алфавит
1. અ — акара (гудж. અકાર) — первая буква алфавита гуджарати, обозначает короткий ненапряжённый гласный среднего ряда нижнего подъёма.
2. આ
3. ઇ
4. ઈ
5. ઉ
6. ઊ
7. ઋ
8. એ
9. ઐ — айкара (гудж. ઐકાર) — гласная буква, обозначает дифтонг «АИ». Графически состоит из буквы акара и знака бематра.
10. ઓ
11. ઔ — аукара (гудж. ઔકાર) — гласная буква, обозначает дифтонг «Ау». Внутри и в конце слова пишется постпозитивным внутристрочным знаком кано бематра (ौ).
12. ક — какко́, какар — ка, 12-я буква алфавита, обозначает глухой велярный взрывной согласный, а также какко называют стихотворение, в котором строки расположены в алфавитном порядке. Слова, оканчивающиеся на букву какко, называются какарант, на клавиатуре какко соответствует клавише рус. Л/анг. K. Лигатуры: ક્ષ — кш.
13. ખ — кхаккхо́, кхакар — кха, 13-я буква алфавита, обозначает придыхательный глухой велярный взрывной согласный. Для этой буквы гуджарати характерна омоглифия с буквой Ба, нехарактерная для других североиндийских алфавитов, но присутствующая в сингальском. Лигатуры: кхра — ખ્ર , кхва — ખ્વ.
14. ગ — гагго́, гаггу или гакар — га, 14-я буква алфавита, обозначает звонкий велярный взрывной согласный.
15. ઘ — гхаггхо́, гхакар — гха, 15-я буква алфавита, обозначает придыхательный звонкий велярный взрывной согласный. Для гуджарати, так же, как для деванагари, бенгальского и бирманского характерна омоглифия «гха-дха», для сравнения, в алфавитах каннада и телугу характерна омоглифия «гха-пха».
16. ઙ — нгакара — нга, велярный носовой согласный. В начале слова не встречается, образует омоглифичную пару с буквой мурдханья даддо. Омоглифия «нга-да» характерна также для деванагари, сингальского и тибетского.
17. ચ - чаччо, чакара — ча, глухая постальвеолярная аффриката.
18. છ — чхаччхо, чхакара — чха, придыхательная глухая постальвеолярная аффриката, графически симметрична букве окарам алфавита малаялам.
19. જ — джакара или джаджо — звонкая постальвеолярная аффриката [ʤ]. К графическим особенностям буквы Джа относится контактное написание с огласовками кано (જા) и кано бематра, а также особое написание огласовки диргха аджу (જી). Джа — જા. Джи — જિ. Джи — જી. Дже — જે. Джай — જૈ.
20. ઝ — джхакара — придыхательная звонкая постальвеолярная аффриката [ʤh].
21. ઞ
22. ટ — мурдханья татто — омоглиф коптской буквы хори  и кхмерской буквы кха , обозначает слог Та с глухим ретрофлексным (гудж. મૂર્ધન્ય — мурдханья) взрывным согласным —  (МФА),  (IAST). Лигатуры: ટા — та. ટિ — ти. ટે — тэ. ટો — то. ટ્ર — тра. ક્ટો — кто. પ્ટે — птэ. સ્ટ — ста. ર્ટ — рта. ન્ટ — нта. ન્ટિ — нти. ન્ટે — нтэ. ષ્ટિ — шти. ષ્ટ્ર — штра. ષ્ટ્રી — штри. સ્ટ્ર — стра. સ્ટ્રે — стрэ.
23. ઠ — мурдханья тхаттхо — обозначает слог Та с глухим придыхательным ретрофлексным (гудж.મૂર્ધન્ય — мурдханья) взрывным согласным [ṭh].
24. ડ — мурдханья даддо — звонкий ретрофлексный взрывной согласный. Словарная последовательность огласовок: ડ, ડા, ડિ, ડી, ડુ, ડૂ, ડે, ડૈ, ડો, ડૌ.
25. ઢ — мурдханья дхаддхо — придыхательный звонкий ретрофлексный взрывной согласный [ḍh].
26. ણ — мурдханья нанно — ретрофлексный носовой согласный /ṇ/. Буква встречается в словах с другими ретрофлексными буквами. Слов, начинающихся на эту букву, в гуджарати нет. По написанию нанно графически близка к букве гагго, подобную близость букв «га» и «на» можно встретить только в гуджарати и деванагари.
27. ત — татто или такар — глухой альвеолярный взрывной согласный /t/.
28. થ
29. દ — даддо или дакар — звонкий альвеолярный взрывной согласный /d/.
30. ધ — дхаддхо или дхакар — придыхательный звонкий альвеолярный взрывной согласный [dh].
31. ન
32. પ
33. ફ — пхаппхо или пхакар — глухой придыхательный губно-губной взрывной согласный, а также используется для передачи звука «Ф» в словах иностранного происхождения. Графически пхаппхо близка букве какко — ક. Омоглифия букв «Ка» и «Пха» характерна для трёх алфавитов: гуджарати, деванагари и бенгальского. Слово, оканчивающееся на пхаппхо, называется пхакарат.
34. બ — баббо или бакар — 34-я буква алфавита, обозначает звонкий губно-губной взрывной согласный. Слово, оканчивающееся на баббо, называется бакаранта.
35. ભ — бхаббхо или бхакар — буква алфавита, обозначает придыхательный звонкий губно-губной взрывной согласный /bh/. Огласовки: ભ ભા ભિ ભી ભુ ભૂ ભે ભૈ ભો ભૌ.
36. મ — маммо — губно-губной носовой согласный /m/.
37. ય
38. ર — рарро — альвеолярный дрожащий согласный /r/.
39. લ — лалло, лакар — альвеолярный боковой сонант /l/. Огласовки: લ, લ, લિ, લી, લુ, લૂ, લે, લૈ, લો, લૌ.
40. વ — вавво или вакар — 40-я буква алфавита. Относится к распространённым буквам, в словаре раздел буквы вавво составляет около 8 % объёма книги. Слово, оканчивающееся на вавво, называется вакарат. Огласовка: ва — વ , ви — વિ и વી, вэ — વે
41. શ
42. ષ
43. સ
44. હ — хаххо , хакар — глухой глоттальный щелевой согласный /h/. Огласовки: હ , હા , હિ , હી , હુ , હૂ , હૃ , હે , હૈ , હો , હૌ .
45. ળ

- ્ — варадум, varaḍuṃ (гудж. વરડું — «проросшие зерна») — подстрочный контактный диакритический знак, огласовка У. Короткий гласный — храсва варадум, как в слове ગુજરાતી (гуджарати), долгий — диргха варадум.
- િ — храсва адджу (гуджарати: હ્રસ્વ-અજ્જુ) — внутристрочно-надстрочный предбуквенный контактный знак огласовки, обозначает короткий неогубленный гласный переднего ряда верхнего подъёма, соответствующий букве храсва и.[источник не указан 2603 дня]

## Начертание

### Гласные
| અ | a /ə/           | ક | ka  |
| આ | ā /a/           | કા | kā  |
| ઇ | i /i/           | કિ | ki  |
| ઈ | ī /i/           | કી | kī  |
| ઉ | u /u/           | કુ | ku  |
| ઊ | ū /u/           | કૂ | kū  |
| ઋ | ṛ /ɾu/ или /ru/ | કૃ | kṛ  |
| એ | e /e/ или /ɛ/   | કે | ke  |
| ઐ | ai /əj/         | કૈ | kai |
| ઓ | o /o/ или /ɔ/   | કો | ko  |
| ઔ | au /əʋ/         | કૌ | kau |

### Согласные
| ક       | ખ         | ગ         | ઘ         | ઙ       |
| ka /kə/ | kha /kʰə/ | ga /gə/   | gha /gʱə/ | ṅa /ŋə/ |
| ચ       | છ         | જ         | ઝ         | ઞ       |
| ca /ʧə/ | cha /ʧʰə/ | ja /ʤə/   | jha /ʤʱə/ | ña /ɲə/ |
| ટ       | ઠ         | ડ         | ઢ         | ણ       |
| ṭa /ʈə/ | ṭha /ʈʰə/ | ḍa /ɖə/   | ḍha /ɖʱə/ | ṇa /ɳə/ |
| ત       | થ         | દ         | ધ         | ન       |
| ta /t̪ə/ | tha /t̪ʰə/ | da /d̪ə/   | dha /d̪ʱə/ | na /nə/ |
| પ       | ફ         | બ         | ભ         | મ       |
| pa /pə/ | pha /pʰə/ | ba /bə/   | bha /bʱə/ | ma /mə/ |
| ય       | ર         | લ         | વ         |         |
| ya /jə/ | ra /ɾə/   | la /lə/   | va /ʋə/   |         |
| શ       | ષ         | સ         |           |         |
| śa /ʃə/ | ṣa /ʂə/   | sa /sə/   |           |         |
| હ       | ળ         | ક્ષ        | જ્ઞ        |         |
| ha /hə/ | ḷa /ɭə/   | kṣa /kʂə/ | jña /ɡɲə/ |         |

### Другие знаки
| ્ |         | ક્ | k   |
| ં | aṃ /əŋ/ | કં | kaṃ |
| ઃ | ah /əh/ | કઃ | kah |

### Пример текста
| Гуджарати | Транслитерация | Русский перевод |
| --- | --- | --- |
| પ્રતિષ્ઠા અને અધિકારોની દૃષ્ટિએ સર્વ માનવો જન્મથી સવતંત્ર અને સમાન હોય છે. તેમનામાં વિચારશકતિ અને અંતઃકરણ હોય છે અને તેમણે પરસ્પર બંધુત્વની ભાવનાથી વર્તવું જોઇએ. | Pratiṣṭhā anē adikhārōnī dr̥ṣṭinē sarvē mānavō janmathī svatantra anē samān hōy chē. Tēmanāmāṁ vicārśakti anē antaḥkaraṇ hōy chē anē tēmaṇē paraspar bandhutvanī vartavuṁ jōiē. | Все люди рождаются свободными и равными в своём достоинстве и правах. Они наделены разумом и совестью и должны поступать в отношении друг друга в духе братства. |

(Статья 1 Всеобщей декларации прав человека)